# Мечеть Шейха Ибрагима
Мечеть Шейха Ибрагима (азерб. Şeyx İbrahim məscidi) — историко-архитектурный памятник XV века, расположенный в Ичери-шехер.
Мечеть включена в список недвижимых памятников истории и культуры национального значения решением Кабинета министров Азербайджанской Республики № 132 от 2 августа 2001 года.
После советской оккупации в мечети прекратились богослужения. В настоящее время здание мечети используется как медресе при Джума мечети.

## История
Мечеть Шейха Ибрагима была построена в 818 году по Хиджре (1415/1416 гг. по григорианскому календарю) в Ичери-шехер на современной улице Асефа Зейналлы. Надпись на здании указывает, что заказчиком строительства был Хаджи Амиршах, сын Якуба, и что она была возведена во времена правления ширваншаха Ибрагима I. Именно поэтому мечеть получила название Шейха Ибрагима. На надписи также сказано:
Во времена Султана Шейха Ибрагима сына Султана, почётный глава Хаджа Амир Шах ибн покойный Хаджа Гаджи Ягуб в восемьсот восемнадцатом году (1415/16) приказал построить эту мечеть.
На другой надписи упоминается о восстановлении мечети Ага Гафаром, сыном Хаджи Мурада.
После советской оккупации Азербайджана, официально с 1928 года, началась борьба с религией. В декабре того же года Центральный Комитет Коммунистической партии Азербайджана передал многие мечети, церкви и синагоги на баланс клубов для использования в просветительских целях. Если в 1917 году в Азербайджане было 3000 мечетей, то в 1927 году их количество сократилось до 1700, а в 1933 году осталось лишь 17. Мечеть Шейха Ибрагима также прекратила свою деятельность после советской оккупации.
После восстановления независимости Азербайджана, мечеть была включена в список недвижимых памятников истории и культуры национального значения решением Кабинета министров Азербайджанской Республики № 132 от 2 августа 2001 года.
В настоящее время мечеть функционирует как медресе при Джума мечети.

## Архитектура
Мечеть имеет прямоугольную форму и покрыта каменным куполом стрельчатой формы. Михраб расположен не на традиционной боковой стене, а на длинной. В XIX веке фасад мечети был разделен на три прямоугольных секции, что придало ему черты европейского архитектурного стиля. В каждой секции расположено окно с арочным завершением, а вход выполнен в виде портала.